# Louis Antoine François Baillon
Louis Antoine François Baillon (20 de janeiro, 1778 – 3 de dezembro, 1851) foi um zoólogo francês. Ele nasceu em Montreuil-sur-Mer e morreu em Abbeville.